# Slovinska Kovačica
Slovinska Kovačica falu Horvátországban Belovár-Bilogora megyében. Közigazgatásilag Nova Račához tartozik.

## Fekvése, éghajlata
Belovár központjától légvonalban 19, közúton 27 km-re, községközpontjától légvonalban 5, közúton 11 km-re délkeletre, a Kovačica-patak jobb partján fekszik.

## Története
A régészeti leletek tanúsága szerint területe már az őskorban lakott volt. A Belovárról Daruvárra vezető főút, valamint a Slovinska Kovačicáról Nova Račára vezető mellékút közötti sík, erdős területen 13 ovális alakú, különböző nagyságú és magasságú halomsír található. A régészeti feltárások megállapították, hogy a hamvasztásos halomsírok a késő bronzkori urnamezős kultúrához tartoznak. A szénizotópos kormeghatározás alapján korukat az i. e. 13. századra datálták.
A falu területe a 17. századtól népesült be, amikor a török által elpusztított, kihalt területre folyamatosan telepítették be a keresztény lakosságot. 1774-ben az első katonai felmérés térképén „Dorf Szlovinska Kovachicza” néven találjuk. A település katonai közigazgatás idején a szentgyörgyvári ezredhez tartozott.
Lipszky János 1808-ban Budán kiadott repertóriumában „Kovachicza (Szlovinzka)” néven szerepel. Nagy Lajos 1829-ben kiadott művében „Kovachicza v. Szlovinska” néven 88 házzal, 494 katolikus vallású lakossal találjuk.
A katonai közigazgatás megszüntetése után Magyar Királyságon belül Horvát–Szlavónország részeként, Belovár-Kőrös vármegye Belovári járásának része volt. 1857-ben 484, 1910-ben 619 lakosa volt. Az 1910-es népszámlálás szerint a falu csaknem teljes lakossága horvát anyanyelvű volt. 1918-ban az új szerb-horvát-szlovén állam, majd később Jugoszlávia része lett. 1941 és 1945 között a németbarát Független Horvát Államhoz, majd a háború után a szocialista Jugoszláviához tartozott. 1991-től a független Horvátország része. 1991-ben lakosságának 99%-a horvát nemzetiségű volt. 2011-ben a településnek 137 lakosa volt.

## Lakossága
| Lakosság változása | Lakosság változása | Lakosság változása | Lakosság változása | Lakosság változása | Lakosság változása | Lakosság változása | Lakosság változása | Lakosság változása | Lakosság változása | Lakosság változása | Lakosság változása | Lakosság változása | Lakosság változása | Lakosság változása | Lakosság változása |
| ------------------ | ------------------ | ------------------ | ------------------ | ------------------ | ------------------ | ------------------ | ------------------ | ------------------ | ------------------ | ------------------ | ------------------ | ------------------ | ------------------ | ------------------ | ------------------ |
| 1857               | 1869               | 1880               | 1890               | 1900               | 1910               | 1921               | 1931               | 1948               | 1953               | 1961               | 1971               | 1981               | 1991               | 2001               | 2011               |
| 484                | 527                | 492                | 572                | 639                | 619                | 637                | 569                | 588                | 586                | 500                | 360                | 291                | 223                | 188                | 137                |

## Nevezetességei
- Szent Vid tiszteletére szentelt római katolikus kápolnája a falu közepén, a főutca és a Nova Rača felé vezető út kereszteződésében áll. Egyhajós épület, északnyugati tájolású, félköríves apszissal. Harangtornya a délkeleti homlokzat előtt áll. A bejárat felett körablak, felette egy hosszú, szögletes ablak, legfelül mind a négy oldalon félköríves biforámás ablak díszíti, tetején piramis alakú toronysisak fedi. A nova račai Mária mennybevétele plébánia filiája.
- Késő bronzkori halomsírok a falutól északra fekvő Jasenova-erdőben.